# Сулавеський альціон
Сулавеський альціо́н (Cittura) — рід сиворакшоподібних птахів родини рибалочкових (Alcedinidae). Представники цього роду мешкають на Сулавесі та на сусідніх островах Індонезії.

## Види
Виділяють два види:
- Альціон сулавеський (Cittura cyanotis)
- Cittura sanghirensis[4]

## Етимологія
Наукова назва роду Cittura походить від сполучення слів дав.-гр. κιττα — сорока і ουρα — хвіст.